# Joseph von Fraunhofer
Joseph Ritter von Fraunhofer (n. 6 martie 1787, Straubing, Bavaria, Germania – d. 7 iunie 1826, München, Confederația Germană) a fost un fizician și producător de lentile optice german. A făcut sticlă optică, un telescop acromatic și lentile obiective. El a dezvoltat rețelele de difracție și a inventat și spectroscopul. În 1814 el a descoperit și studiat liniile întunecate de absorbție din spectrul Soarelui cunoscute acum cu numele de liniile Fraunhofer.
Organizația germană de cercetare Fraunhofer Society, cea mai mare societate din Europa pentru promovarea cercetării aplicate, poartă numele lui.

## Biografie
Joseph Fraunhofer a fost al unsprezecelea copil, născut într-o familie romano-catolică în Straubing, în Electoratul Bavariei, din Franz Xaver Fraunhofer și Maria Anna Fröhlich. Tatăl și bunicul său Johann Michael fuseseră maeștri sticlari în Straubing. Familia Fröhlich făcea, de asemenea, sticlărie încă din secolul al XVI-lea. A rămas orfan la vârsta de 11 ani și a început să lucreze ca ucenic la un producător de sticlă sever pe nume Philipp Anton Weichelsberger. În 1801 atelierul în care lucra s-a prăbușit și a fost îngropat în dărâmături. Operațiunea de salvare a fost condusă de prințul elector Maximilian Joseph. Prințul a intrat în viața lui Fraunhofer, oferindu-i cărți și forțându-i angajatorul să-i lase tânărului Fraunhofer timp să studieze.
Precum mulți sticlari din epoca sa, a murit otrăvit de aburii metalelor grele, la vârsta de doar 39 de ani.

## Invenții și cercetare științifică

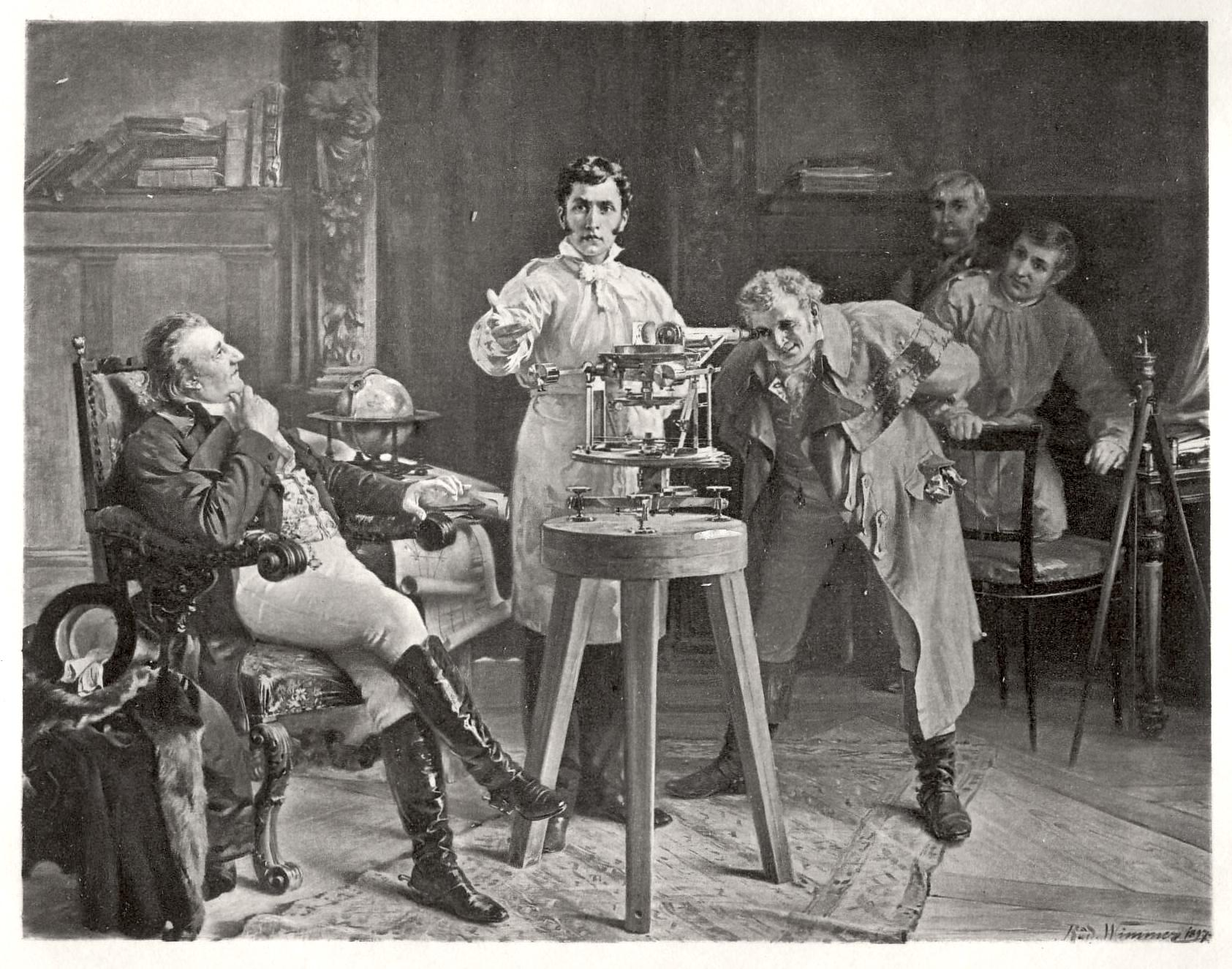
Fraunhofer demonstrând spectroscopul

Una dintre cele mai dificile operațiuni ale opticii practice în timpul lui Fraunhofer a fost șlefuirea cu precizie a suprafețelor sferice ale lentilelor mari. Fraunhofer a inventat mașina care a realizat suprafața mai precis decât șlefuirea obișnuită. De asemenea, a inventat alte mașini de șlefuit și lustruit și a introdus multe îmbunătățiri în fabricarea diferitelor tipuri de sticlă utilizate pentru instrumentele optice, la care a găsit mereu defecte și nereguli de diferite feluri.
Se credea că determinarea exactă a puterii unui mediu dat de a refracta razele de lumină și de a separa diferitele culori pe care le conțin era împiedicată de absența unor limite precise între culorile spectrului, ceea ce face dificilă măsurarea cu precizie a unghiului de refracție. Pentru a rezolva această limitare, Fraunhofer a efectuat o serie de experimente cu scopul de a produce lumină omogenă în mod artificial și, incapabil să-și efectueze obiectul într-un mod direct, a făcut acest lucru cu ajutorul lămpilor și prismelor.

### Descoperirea liniilor întunecate de absorbție
Către 1814, Fraunhofer a inventat spectroscopul modern. În cursul experimentelor sale, el a descoperit o linie fixă strălucitoare care apare în culoarea portocalie a spectrului atunci când este produsă de lumina focului. Această linie i-a permis ulterior să determine puterea absolută de refracție în diferite substanțe. Experimentele pentru a stabili dacă spectrul solar conținea aceeași linie strălucitoare în portocaliu ca și linia produsă de portocaliul luminii focului l-au condus la descoperirea a 574 de linii fixe întunecate în spectrul solar. Astăzi, sunt cunoscute milioane de astfel de linii fixe de absorbție.
Continuând să cerceteze, Fraunhofer a descoperit linii întunecate care apar și în spectrele mai multor stele strălucitoare, dar în aranjamente ușor diferite. El a exclus posibilitatea ca liniile să fi fost produse pe măsură ce lumina trece prin atmosfera Pământului. Dacă ar fi așa, ele nu ar apărea în aranjamente diferite. El a concluzionat că liniile își au originea în natura stelelor și a Soarelui și poartă informații despre sursa de lumină, indiferent de cât de departe este acea sursă. El a descoperit că spectrele lui Sirius și ale altor stele de prima magnitudine diferă de Soare și unele de altele, întemeind astfel spectroscopia stelară.
Aceste linii fixe întunecate s-au dovedit mai târziu a fi linii de absorbție atomică, așa cum au explicat Kirchhoff și Bunsen în 1859, restul fiind identificate ca linii telurice care provin din absorbția de către moleculele de oxigen din atmosfera Pământului. Aceste linii sunt încă numite linii Fraunhofer în onoarea lui; descoperirea sa a depășit cu mult jumătatea de duzină de diviziuni aparente ale spectrul solar care fuseseră observate anterior de Wollaston în 1802.

### Inventarea instrumentelor optice
Fraunhofer a dezvoltat, de asemenea, o rețea de difracție în 1821, după ce James Gregory a descoperit fenomenul rețelei de difracție și după ce astronomul american David Rittenhouse a inventat primele rețele de difracție artificiale în 1785. Fraunhofer a fost primul care a folosit o rețea de difracție pentru a obține spectre de linii și primul care a măsurat lungimile de undă ale liniilor spectrale cu rețele de difracție.